# Delphacodes campestris
Delphacodes campestris är en insektsart som först beskrevs av Van Duzee 1897.  Delphacodes campestris ingår i släktet Delphacodes och familjen sporrstritar. Inga underarter finns listade i Catalogue of Life.